# Velvet Lounge
El Velvet Lounge era un club nocturno en el South Loop de Chicago.  Comenzó como un club de jazz y fue llamado el "epicentro polvoriento de la escena del jazz libre del Medio Oeste".  Estaba ubicado en 2128 1/2 S. Indiana Avenue antes de mudarse a 67 E. Cermak cuando se programó la demolición del edificio original. Cerró definitivamente en 2019.

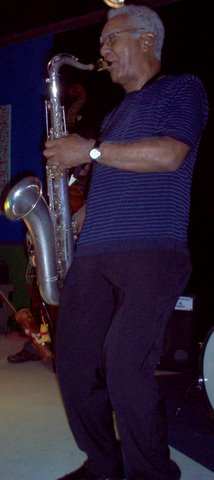
Kidd Jordan (2006) en el Velvet Lounge

## Historia
El club fue fundado en 1983 por el saxofonista de jazz Fred Anderson, propietario del negocio hasta su muerte en 2010. Se grabaron muchos álbumes en vivo en el club, incluida una serie de actuaciones con el propio Anderson, en el sello Delmark, y Live at the Velvet Lounge de 1998 con Anderson, Peter Kowald y Hamid Drake. Muchos músicos destacados tocaron en el Velvet Lounge al principio de sus carreras, particularmente en las sesiones improvisadas de los domingos por la noche.  La formación estándar del club a principios de la década de 1990 incluía al trompetista Billy Brimfield, saxofonista Art Taylor, pianista Jim Baker, bajista Mike Cristol y el baterista Gerald Donovan. Desde mediados de la década de 1990, la banda de la casa "Velvet Graduates" incluía al saxofonista tenor David Boykin, saxofonista barítono Aaron Getsug, saxofonista alto Greg Ward II, el bajista Karl E.H. Seigfried y el baterista Isaiah Spencer. Después de la muerte de Anderson, el club fue comprado por una empresa vecina que puso fin a las actuaciones de jazz y, en su lugar, presentó DJ, música hip hop y comediantes.
En 2013, Mike Reed fundó el club Constellation, en parte para llenar el vacío dejado después del cierre del Velvet Lounge.   